# セントポール (重巡洋艦)
| USS Saint Paul (CA-73) |                                                                        |
| 艦歴                   |                                                                        |
| 発注:                  |                                                                        |
| 起工:                  | 1943年2月3日                                                           |
| 進水:                  | 1944年9月16日                                                          |
| 就役:                  | 1945年2月17日                                                          |
| 退役:                  | 1971年4月30日                                                          |
| 除籍:                  | 1978年7月31日                                                          |
| その後:                | 1980年に廃棄                                                           |
| 愛称:                  | ザ・アフリカン・クィーン(The African Queen)                            |
| 性能諸元               |                                                                        |
| 排水量:                | 14,500 トン                                                            |
| 全長:                  | 673 ft 5 in (205.3 m)                                                  |
| 全幅:                  | 70 ft 10 in (31.4 m)                                                   |
| 吃水:                  | 26 ft 5 in (8.1 m)                                                     |
| 機関:                  |                                                                        |
| 最大速:                | 32 ノット (59 km/h)                                                    |
| 乗員:                  | 士官、兵員1,700名                                                      |
| 兵装:                  | 55口径8インチ砲9門、 38口径5インチ砲12門、 40mm機銃48基、 20mm機銃22基 |
| 搭載機:                | 4機                                                                    |

セントポール (USS Saint Paul, CA-73) は、アメリカ海軍の重巡洋艦。ボルチモア級重巡洋艦の6番艦。艦名はミネソタ州セントポールに因む。その名を持つ艦としては2隻目。

## 艦歴
セントポールは1943年2月3日にマサチューセッツ州クインシーのベスレヘム・スチール社においてロチェスターの艦名で起工し、1944年9月16日にジョン・J・マクドナー夫人によって進水する。1945年2月17日にアーネスト・H・フォン・ハイムバーグ艦長の指揮下就役した。

### 第二次世界大戦
カリブ海での整調後、セントポールは1945年5月15日にマサチューセッツ州ボストンを出航し太平洋に向かう。6月8日から30日まで真珠湾から訓練を行い、7月2日に第38任務部隊に合流した。部隊は7月23日に海上での補給を完了し、日本の本州に対する攻撃の準備に入る。7月24日から8月10日までセントポールは航空母艦の護衛を担当し、艦載機部隊は呉、神戸、関東地方への空襲を行う。続いて舞鶴や本州北部の飛行場に対する攻撃を行った。この間にセントポールは工業地帯への艦砲射撃も行っている。7月29日の夜には浜松の繊維工場に、8月9日には釜石の製鋼所を攻撃した。釜石への砲撃は太平洋戦争における主力艦艇による最後の攻撃であった。台風の接近により航空攻撃は8月11日から14日まで取りやめとなる。8月15日に日本は降伏し、すべての作戦は停止した。

### 朝鮮戦争

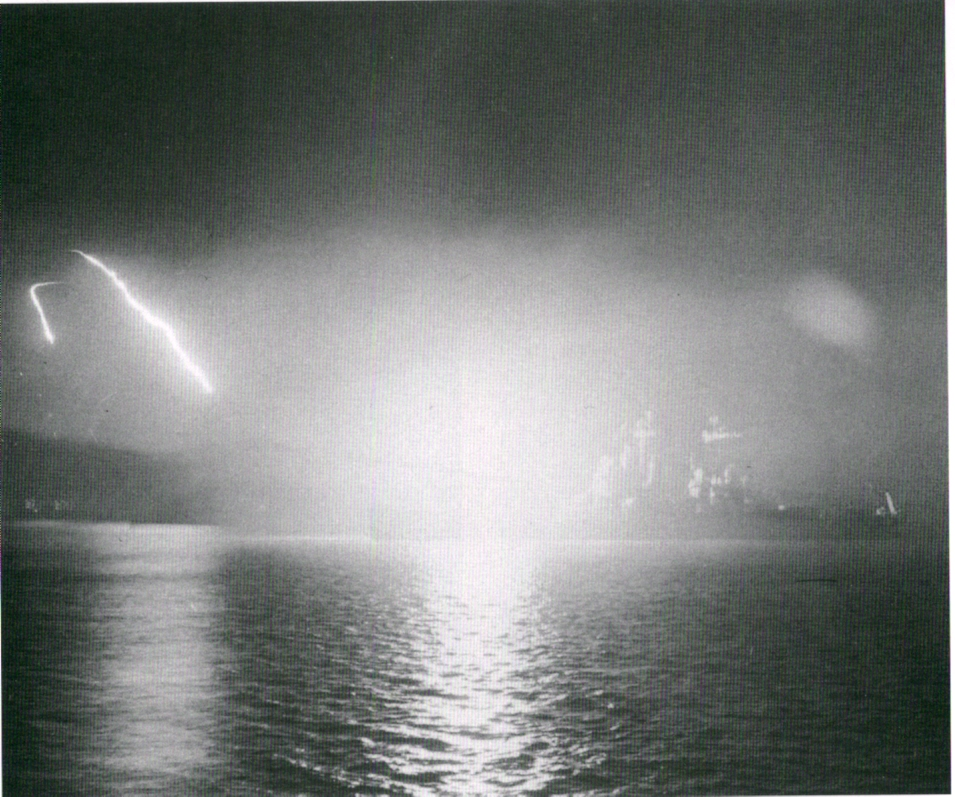
中国軍に対し主砲で艦砲射撃を行うセントポール。

「セントポール」士官候補生の練習航海を行っていた最中に朝鮮戦争が勃発。「セントポール」は士官候補生を降ろすと西太平洋へ向かい、台湾海峡の哨戒に当たる第77.3任務群に加わる。次いで日本海へ向かい、11月17日には清津へ進軍する国連軍への火力支援を実施した。同日、「セントポール」では砲台からの至近弾で6名が負傷した。11月末に国連軍が撤退を開始すると、「セントポール」は韓国軍の撤退を支援した。1951年1月下旬、仁川の北への砲撃任務に従事。4月7日、「セントポール」は駆逐艦4隻とともにコマンド部隊による鉄道襲撃実行を助けた。6月にはサンフランシスコに戻る。11月27日に「セントポール」は元山沖に着き、それから興南、金策、清津の目標を攻撃した。1952年4月、元山と清津に対する攻撃に参加。同月21日、「セントポール」の前部8インチ砲塔で火災が発生し、30名が死亡した。1953年7月11日、元山で「セントポール」は砲台から直撃弾を受けたが、負傷者は出なかった。

### その後
セントポールは1978年7月31日に除籍され、1980年1月に売却された。
セントポールは第二次世界大戦の戦功で1個の、朝鮮戦争の戦功で8個の、ベトナム戦争の戦功で9個の従軍星章を受章した。